# Géza Csapó

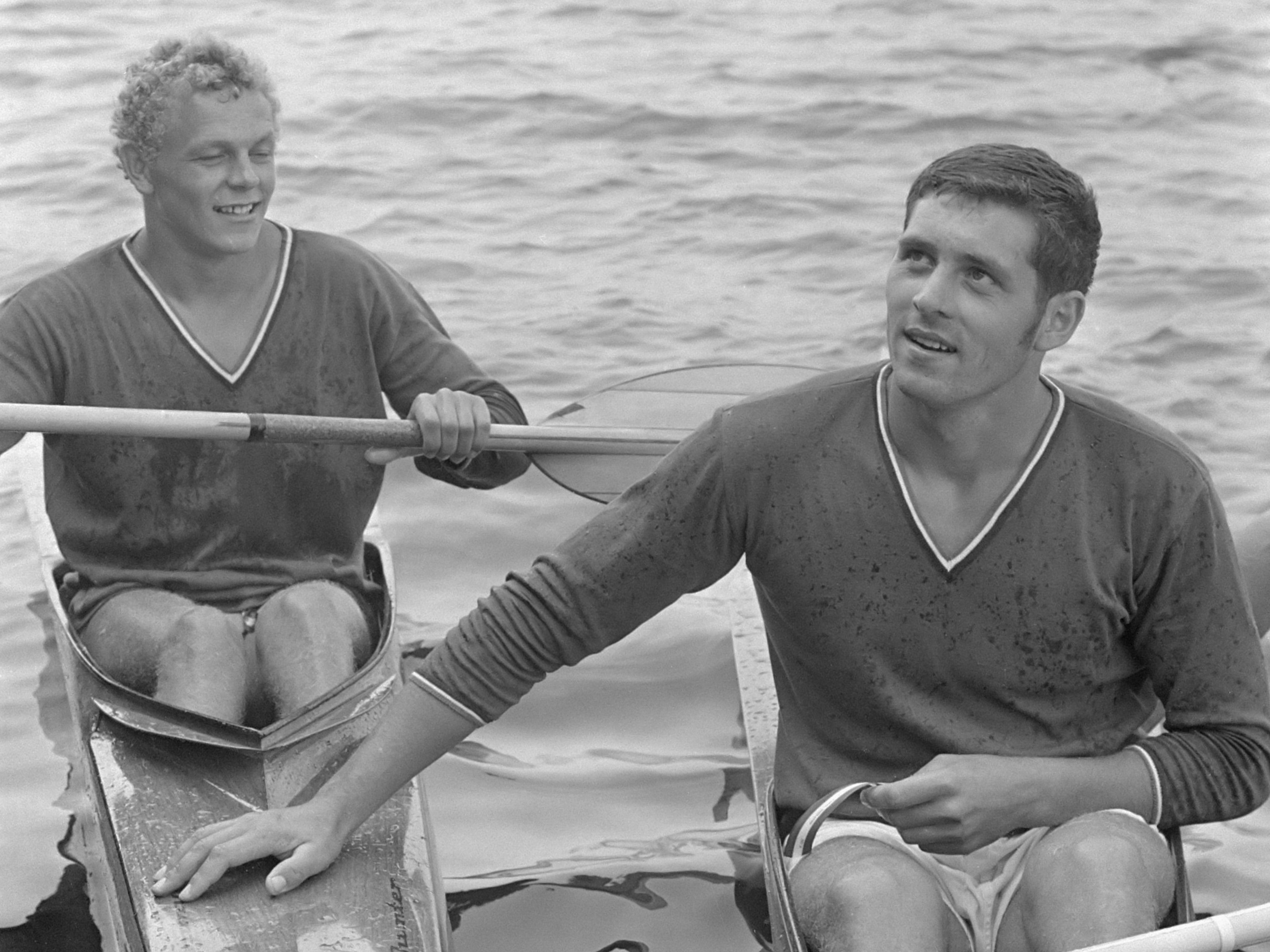
Svidró och Csapó (till höger) 1971.

Géza Csapó, född 29 december 1950 i Szolnok, Ungern, död 14 september 2022, var en ungersk kanotist.
Han tog OS-brons i K-1 1000 meter i samband med de olympiska kanottävlingarna 1972 i München.
Han tog därefter OS-silver på samma distans i samband med de olympiska kanottävlingarna 1976 i Montréal.